# Perilampus rohweri
Perilampus rohweri är en stekelart som beskrevs av Smulyan 1936. Perilampus rohweri ingår i släktet Perilampus och familjen gropglanssteklar. Inga underarter finns listade i Catalogue of Life.